# Surreal Thing
Surreal Thing è il settimo album di Kris Kristofferson, pubblicato dalla Monument Records nel 1976.

## Tracce
Tutti i brani composti da Kris Kristofferson
Lato A
1. You Show Me Yours (And I'll Show You Mine) – 3:38
2. Killing Time – 3:43
3. The Prisoner – 4:25
4. Eddie the Eunuch – 2:56
5. It's Never Gonna Be the Same Again – 3:54

Durata totale: 18:36
Lato B
1. I Got a Life of My Own – 3:34
2. The Stranger I Love – 4:10
3. The Golden Idol – 3:04
4. Bad Love Story – 3:31
5. If You Don't Like Hank Williams – 3:31

Durata totale: 17:50

## Musicisti
- Kris Kristofferson - voce, chitarra a dodici corde
- Jerry McGee - chitarre
- Mike Utley - tastiere, sintetizzatore
- Lee Sklar - basso
- Sammy Creason - batteria
- Clydie King - accompagnamento vocale, coro
- Rita Coolidge - accompagnamento vocale, coro
- Sherlie Matthews - accompagnamento vocale, coro
- Byron Berline - accompagnamento vocale, coro
- Jack Skinner - accompagnamento vocale, coro
- Allen Ward - accompagnamento vocale, coro
- Terry Paul - accompagnamento vocale, coro
- Billy Swan - accompagnamento vocale, coro
- Herb Pedersen - accompagnamento vocale, coro
- Mike Utley - accompagnamento vocale, coro
- Jerry McGee - accompagnamento vocale, coro
- Gary Busey - accompagnamento vocale, coro

Note aggiuntive
- David Anderle - produttore
- Kent Nebergall - ingegnere del suono
- Kent Nebergall - ingegnere al re-missaggio (brano: I Got a Life of My Own)
- John Haeny - ingegnere del suono
- Jim Isaacson - ingegnere del suono
- Marty Lewis - ingegnere del suono
- Marty Lewis - ingegnere al re-missaggio (brano: I Got a Life of My Own)[1]